# Liste der Monuments historiques in Cemboing
Die Liste der Monuments historiques in Cemboing führt die Monuments historiques in der französischen Gemeinde Cemboing auf.

## Liste der Immobilien
| Bezeichnung                     | Beschreibung | Standort                                    | Kennzeichnung | Schutzstatus | Datum | Bild           |
| ------------------------------- | --- | ------------------------------------------- | ------------- | ------------ | ----- | -------------- |
| Monumentalkreuz                 | Sandstein, bezeichnet 1577 | Rue de l’Assomption (Lage)                  | PA70000013    | Classé       | 2006  | weitere Bilder |
| Monument Mathelat               | Familiengruft, nach 1846 | Rue Adrien-Mafioly, auf dem Friedhof (Lage) | PA70000014    | Inscrit      | 1997  | weitere Bilder |
| Kirche Assomption-de-Notre-Dame | zwischen 1777 und 1783 erbaut, Architekten Anatole Amoudru und Claude-Joseph Bretet; Ausmalung durch Joseph-Constant Menissier, 1857 bis 1862 | Rue de l’Assomption (Lage)                  | PA00135344    | Inscrit      | 1995  | weitere Bilder |

## Liste der Objekte
| Bezeichnung                                        | Beschreibung                                                                                                  | Standort                                      | Kennzeichnung | Schutzstatus | Datum | Bild |
| -------------------------------------------------- | --- | --------------------------------------------- | ------------- | ------------ | ----- | ---- |
| Skulptur Sitzende Madonna mit Kind                 | Stein, farbig gefasst, 16. Jahrhundert                                                                        | in der Kirche Assomption-de-Notre-Dame (Lage) | PM70000228    | Classé       | 1959  |      |
| Hauptaltar                                         | Altartisch, Retabel und Wandvertäfelung; Holz, farbig gefasst, datiert 1788, Bildhauer Jean-Baptiste Gerdolle | in der Kirche Assomption-de-Notre-Dame (Lage) | PM70000229    | Classé       | 1972  |      |
| Gemälde Leben des heiligen Hubertus                | Ölfarbe auf Holz, 17. Jahrhundert, nachträglich bezeichnet 1719                                               | in der Kirche Assomption-de-Notre-Dame (Lage) | PM70000230    | Classé       | 1972  |      |
| Gittertür                                          | Schmiedeeisen, 18. Jahrhundert                                                                                | in der Kirche Assomption-de-Notre-Dame (Lage) | PM70000231    | Classé       | 1972  |      |
| Kanzel                                             | Holz, vergoldet, um 1700                                                                                      | in der Kirche Assomption-de-Notre-Dame (Lage) | PM70000232    | Classé       | 1972  |      |
| Wandgemälde Marienkrönung                          | 1860 von Joseph-Constant Menissier                                                                            | in der Kirche Assomption-de-Notre-Dame (Lage) | PM70000233    | Classé       | 1972  |      |
| Zelebrantenstuhl und Wandvertäfelung des Chorraums | Holz, 19. Jahrhundert                                                                                         | in der Kirche Assomption-de-Notre-Dame (Lage) | PM70002316    | Inscrit      | 1995  |      |
| Linker Seitenaltar                                 | Altartisch und Retabel; Holz, farbig gefasst und vergoldet, Ende des 18. Jahrhunderts                         | in der Kirche Assomption-de-Notre-Dame (Lage) | PM70002317    | Inscrit      | 1995  |      |
| Rechter Seitenaltar                                | Altartisch und Retabel; Holz, farbig gefasst und vergoldet, Ende des 18. Jahrhunderts                         | in der Kirche Assomption-de-Notre-Dame (Lage) | PM70002318    | Inscrit      | 1995  |      |
| Skulptur Heiliger Rochus                           | Holz, farbig gefasst und vergoldet, Anfang des 19. Jahrhunderts                                               | in der Kirche Assomption-de-Notre-Dame (Lage) | PM70002319    | Inscrit      | 1995  |      |
| Relief Madonna                                     | Kronwerk eines Retabels; Holz, farbig gefasst und vergoldet, Ende des 18. Jahrhunderts                        | in der Kirche Assomption-de-Notre-Dame (Lage) | PM70002320    | Inscrit      | 1995  |      |
| Kommunionbank                                      | Schmiedeeisen, 18. Jahrhundert                                                                                | in der Kirche Assomption-de-Notre-Dame (Lage) | PM70002321    | Inscrit      | 1995  |      |
| Gemälde Taufe Christi                              | Ölfarbe auf Leinwand, 18. Jahrhundert                                                                         | in der Kirche Assomption-de-Notre-Dame (Lage) | PM70002322    | Inscrit      | 1995  |      |
| Kirchenbänke                                       | Holz, 18. Jahrhundert                                                                                         | in der Kirche Assomption-de-Notre-Dame (Lage) | PM70002323    | Inscrit      | 1995  |      |